# Хилін (Великопольське воєводство)
Хилін (пол. Chylin) — село в Польщі, у гміні Владиславув Турецького повіту Великопольського воєводства.
Населення — 776 осіб (2011).
У 1975-1998 роках село належало до Конінського воєводства.

## Демографія
Демографічна структура станом на 31 березня 2011 року:
|          | Загалом | Допрацездатний вік | Працездатний вік | Постпрацездатний вік |
| -------- | ------- | ------------------ | ---------------- | -------------------- |
| Чоловіки | 388     | 87                 | 275              | 26                   |
| Жінки    | 388     | 83                 | 237              | 68                   |
| Разом    | 776     | 170                | 512              | 94                   |